# Günter Kahowez

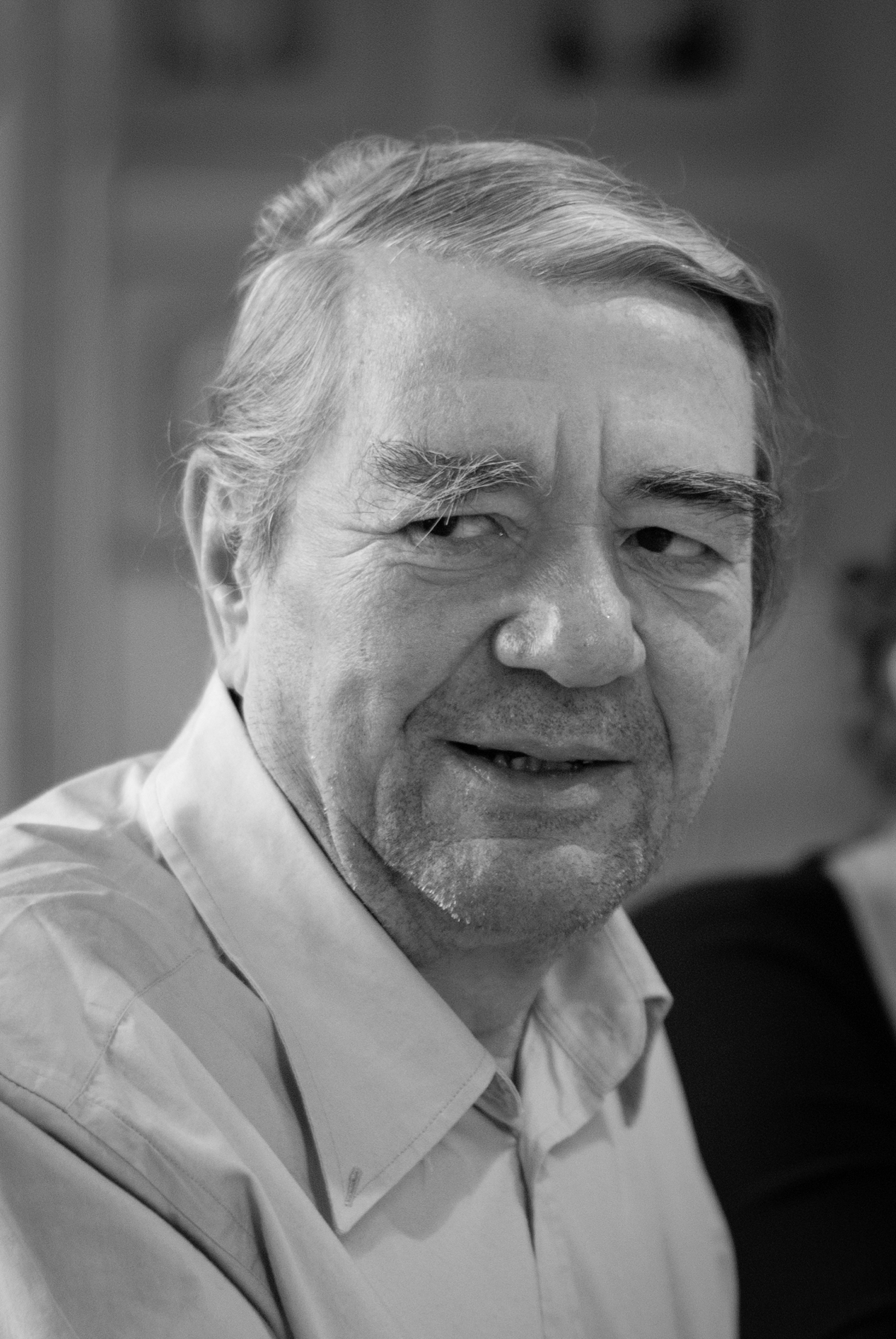
Günter Kahowez (2012)

Günter Kahowez, auch Günther, (* 4. Dezember 1940 in Vöcklabruck; † 10. Juli 2016 in Schörfling am Attersee) war ein österreichischer Komponist und Hochschullehrer.

## Leben und Wirken
Günter Kahowez verbrachte seine Kindheit in Schörfling am Attersee. Er nahm nach der Pflichtschule Klavier-, Theorie und Kompositionsunterricht bei Helmut Eder am Brucknerkonservatorium und maturierte im Jahr 1960 an der öffentlichen Lehrerbildungsanstalt in Linz.
Bis zum Jahr 1966 setzte er sein Musik- und Kompositionsstudium bei Richard Hochrainer, Hellmut Gottwald, Karl Schiske und Hanns Jelinek an der Wiener Musikakademie fort und legte die Reifeprüfung in Komposition mit Auszeichnung ab. Zwischen 1961 und 1969 nahm er mehrmals an den Darmstädter Ferienkursen für Neue Musik bei Karlheinz Stockhausen, Mauricio Kagel und György Ligeti teil. In den Jahren von 1968 bis 1969 absolvierte er mit einem Rom-Stipendium einen Aufenthalt am dortigen österreichischen Kulturinstitut.
Kahowez musizierte selber von 1962 bis 1964 als Schlagzeuger im Ensemble Die Reihe und 1966 bis 1969 als Pianist, Cembalist und Schlagzeuger beim Linzer Neuen Ensemble von Alfred Peschek. Von 1969 bis 1975 machte er gemeinsam mit Gerhard Schmidinger Musiktheater als Ensemble Die Fremden.
Während seiner Tätigkeit als Notengrafiker beim Wiener Musikverlag Universal Edition war er zwischen 1969 und 1993 als Lektor für eine Reihe bekannter Komponisten zuständig. Ab dem Jahr 1977 war er im Unternehmen Musikredakteur und von 1980 bis 1982 Leiter der Redaktionsabteilung.
Von 1988 bis 1994 hatte er Lehraufträge und 1994 wurde er auf einen Lehrstuhl der Wiener Musikhochschule berufen, wo er Formenlehre und Formanalyse unterrichtete.
Mehrere Studienreisen führten ihn nach Italien, Frankreich, Griechenland, Ägypten, Türkei, Usbekistan, Japan USA und Mexiko. Nach seiner Pensionierung im Jahr 2006 kehrte in seinen Heimatort Schörfling zurück und arbeitete als Privatgelehrter, Literat und Komponist.

## Auszeichnungen
- 1966: Kulturförderpreis der Stadt Linz
- 1966: Kulturwochenpreis der Stadt Innsbruck
- 1968: Kulturwochenpreis der Stadt Innsbruck
- 1992: Kulturpreis des Landes Oberösterreich

## Werke (Auswahl)
Die Kompositionen von Günter Kahowez wurden teils im Selbstverlag und teils bei den Musikverlagen DAP-Edition (Verlag für neue Musik, Alfred Peschek), Linz, Doblinger, Linz, und Universal Edition, Wien, verlegt.
DAP Edition
- Neue Reihe u. a. mit Werken von Günter Kahowez, ab 1962
- Plejaden I, Zyklus für Klavier, 1966

Musikverlag Doblinger
- Streichquartett Nr. 1 op. 12, 1960
- Serenade für 16 Soloinstrumente op. 24a, 1965/80
- Serenade für Kammerorchester op. 24b, 1965
- Structures pour six instruments op. 25, 1965
- Tripelpartita für Orgel op. 51, 1981
- Prolationen II für großes Orchester op. 54, 1981
- Bläserquintett Nr. 2 op. 52, 1982
- Choron – Charon für Violoncello und Klavier, 1988/89

Universal Edition
- Bardo-Puls, Musik nach dem tibetanischen Totenbuch für 11 Instrumentalisten, 1973/74
- Feuerrose, für Streichquartett, 1991
- Schleedoyer I, für Streichquartett, 1991
- Panflöten Folklore-Album, für 1 bis 2 Panflöten mit Gitarre (Akkordeon, Orgel) und Schlagzeug, o. J.

## Publikationen
- Karl Schiske – ein außergewöhnlicher Kompositionslehrer. Erinnerungen an ein Zeitalter im Goldenen Schnitt, in: Karl Schiske, Musikalische Dokumentation, Musiksammlung der Österreichischen Nationalbibliothek, Institut für Musikdokumentation (Herausgeber), Wien, 1991, S. 16ff.
- Für Karl Schiske, Internationales Symposion, 11. bis 13. November 1999, Reden und Schriften 5, Universität für Musik und darstellende Kunst Wien, Wien 2000
- Mit Rüdiger Opelt und Bruno Kahowez: Im Schatten des Kriegers. Vater und Sohn, im Kampf, im Tod und im Leben. Zur Psychopathologie der Kinder gefallener Nationalsozialisten. Winkler, Bochum 2010, ISBN 978-3-89911-128-6